# Trasserra (Guixers)
Trasserra és una masia situada a la regió dels Llengots de la Serra dels Bastets, a 1.120 metres d'altitud. Està arrecerada al solei del Tossal de Trasserra, en la collada homònima on s'exteníen els camps de conreu. L'any 1986 la masia encara es mantenia dempeus.

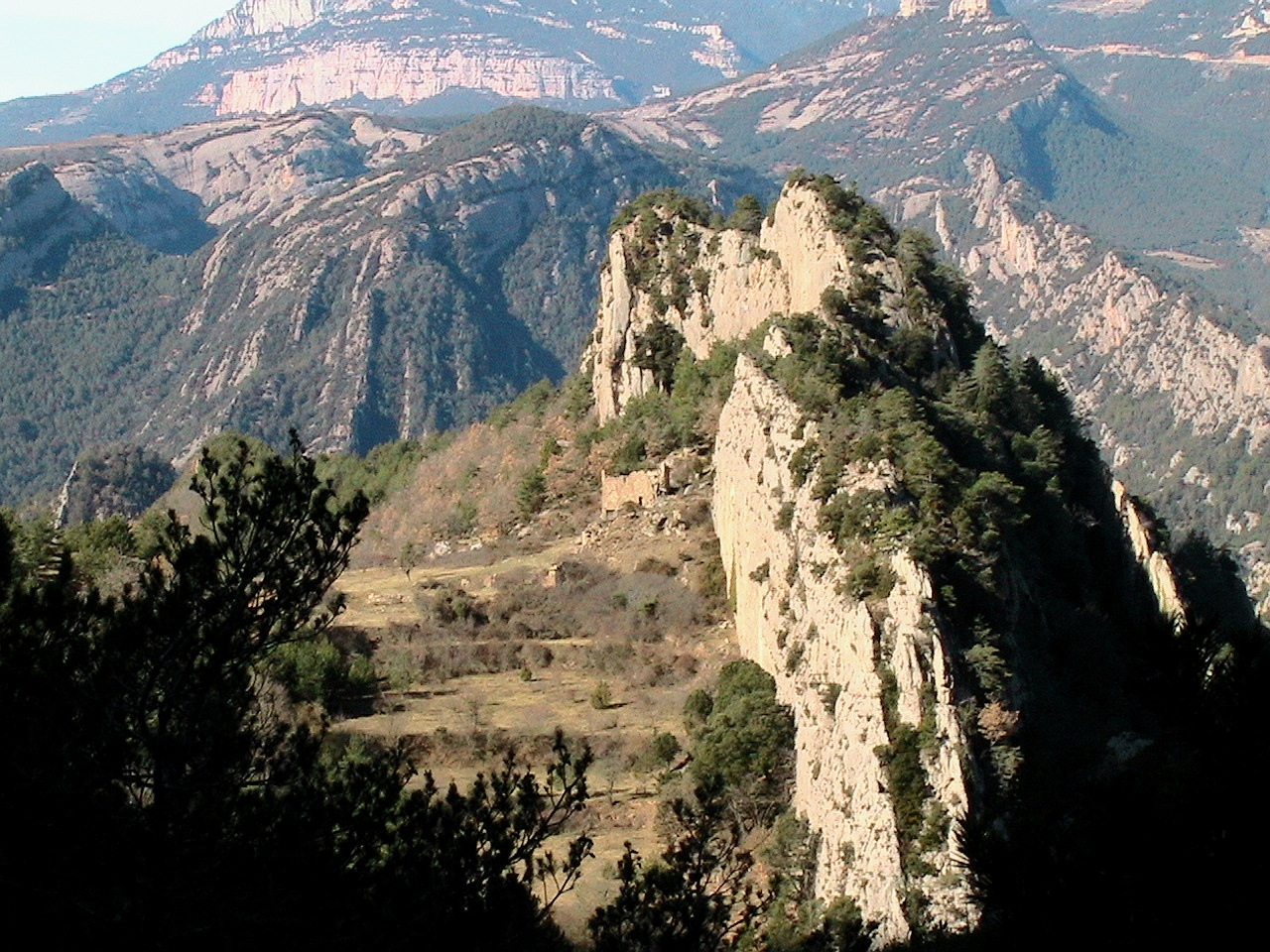
El Tossal de Trasserra protegeix la masia, sobre un ampli i aeri coll. (Imatge amb anotacions)

Pertany al municipi de Guixers, a la comarca catalana del Solsonès.
Hi arriba una pista forestal precària d'uns 2,7 km que s'agafa a la carretera de la Llosa del Cavall a l'esquerra de les Set Riberetes. Des de la masia surten senders a Casa Llobeta, a la Canal de Casa Vila (per accedir a la Serra de Busa), i al Coll dels Llengots (aquest bastant dificultós).